# Lublino
Lublino (in polacco Lublin, grafia yiddish: לובלין) è una città di 322 723 abitanti della Polonia orientale, capoluogo del voivodato omonimo, sul fiume Bystrzyca, affluente del Wieprz.
Nona città più popolosa della Polonia e tra quelle a est della Vistola, è uno dei centri più antichi del paese, con una ricca storia e architettura. Era la città regia del Regno di Polonia e la capitale del voivodato di Lublino sin dal suo inizio nel 1474. Sede arcivescovile, dal 1918 ospita l'Università Cattolica di Lublino.

## Geografia fisica
Il suo territorio si estende sull'Altopiano di Lublino, una regione non solo a vocazione agricola in cui si pratica anche l'allevamento del bestiame, ma anche un rilevante polo industriale. La parte più antica della città è situata su una collina a 200 m di altezza.

## Storia

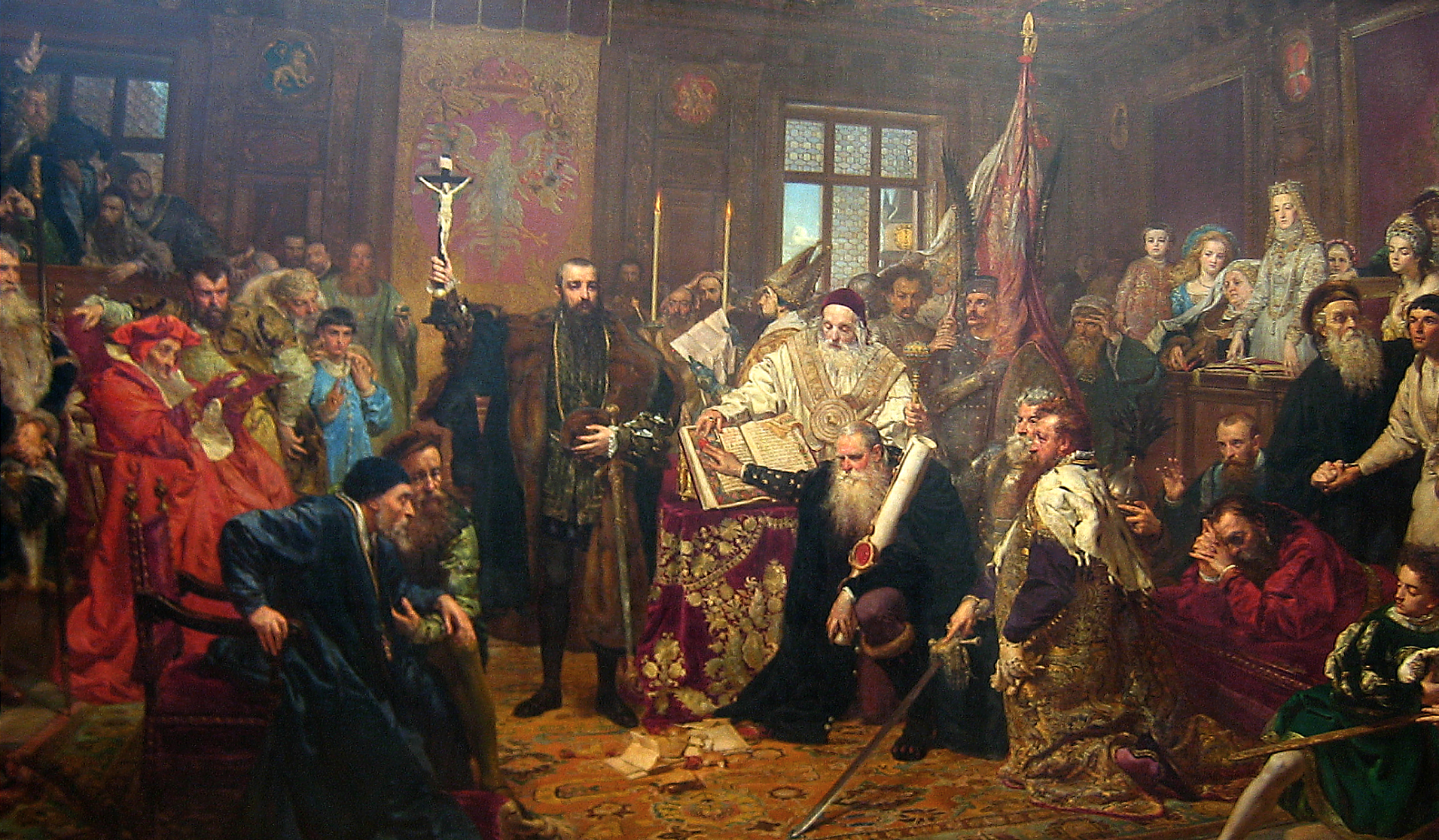
Unione di Lublino

Sorta nel Medioevo, Lublino venne più volte distrutta dalle incursioni dei Tartari e dei Cosacchi; per tale motivo venne fortificata nel XIV secolo, grazie all'opera di Casimiro III il Grande, re di Polonia (1333-1370) a cui si deve il castello, costruito nel 1341.
La città fu un importante centro ebraico e sede di studi talmudici. Gli ebrei giunsero nella città nel 1316 ottenendo il permesso di stabilirsi nella periferia da Casimiro III e nei pressi del castello dal re Sigismondo I.

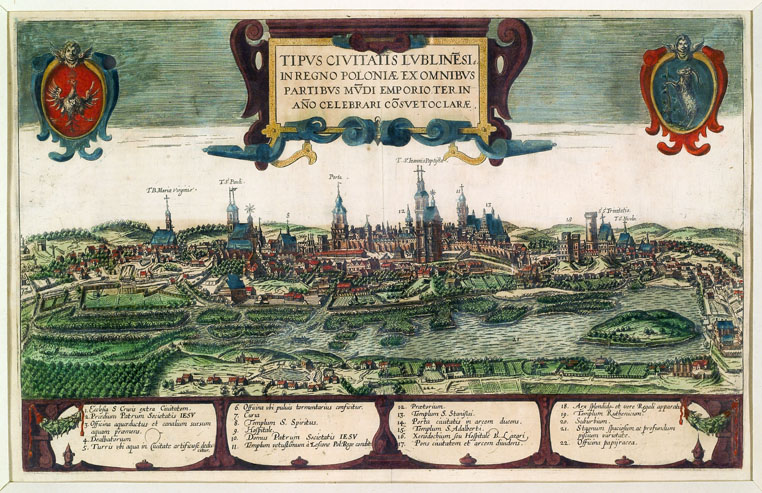
Lublino nel XVII secolo

Lublino aveva il diritto di partecipare all'elezione del re di Polonia come una delle dieci città più importanti della Polonia (come Cracovia, Varsavia, Poznań, Danzica o Leopoli). Era anche la sede del Tribunale della Corona per le terre della Piccola Polonia - una delle tre nella Confederazione polacco-lituana. A Lublino e nella zona circostante vi era una tendenza architettonica popolare chiamata rinascimento di Lublino (renesans lubelski).
Nel 1569, avvenne l'accordo di Lublino, un atto politico tra il Regno di Polonia e il Granducato di Lituania, la fusione dei due regni in un'unica realtà statale che prese il nome di Repubblica dei due Popoli o Confederazione polacco-lituana.
Continuò, con alterne vicende, ad appartenere al Regno di Polonia fino alla sua tripartizione, avvenuta nel 1795, quando fu assegnata all'Impero austriaco. Napoleone Bonaparte ricostituì, seppur brevemente, l'entità polacca ed aggregò Lublino al Granducato di Varsavia. Nel XVIII secolo fu un importante centro del Chassidismo, una corrente mistica di rinnovamento ebraica. Un suo famoso capo spirituale fu lo Tzaddick Jacob Isaac ha Hozeh (1745-1815), conosciuto come il "Veggente di Lublino". Nel 1815 venne stabilita l'annessione all'Impero russo che durò fino al 1915. Nel novembre del 1918 vi fu il primo governo polacco.
Occupata nel 1939 dai nazisti, divenne un centro di raccolta per lo sterminio di massa; il suo campo fu fondato nel dicembre 1939 e fu collocato ove in precedenza si trovava un antico maneggio e denominato flughafenlager. Nell'aprile del 1941, la popolazione ebraica, nel ghetto di Lublino, era di 34 000 persone. Le deportazioni iniziarono nel marzo 1942 ed ebbero un ritmo di 1.500 ebrei al giorno, inviate al campo di sterminio di Bełżec o uccise nei boschi sulla via.
I 4.000 superstiti furono dapprima inviati al ghetto in un sobborgo della città, Majdan Tatarski, dove il 2 settembre 1942 furono uccisi dai nazisti 2.000 ebrei e altri 1.800 lo furono nell'ottobre dello stesso anno. I restanti 200 furono deportati a Majdanek. Lublino venne liberata dall'esercito sovietico il 24 luglio 1944 nel corso dell'offensiva Lublino-Brest e proclamata temporaneamente capitale, ma già dal 21 luglio era sede del Comitato Polacco di Liberazione Nazionale, controllato dai sovietici che vi avevano posto a capo il comunista Bolesław Bierut.

## Clima
| Lublino             | Mesi | Mesi | Mesi | Mesi | Mesi | Mesi | Mesi | Mesi | Mesi | Mesi | Mesi | Mesi | Stagioni | Stagioni | Stagioni | Stagioni | Anno |
| Lublino             | Gen  | Feb  | Mar  | Apr  | Mag  | Giu  | Lug  | Ago  | Set  | Ott  | Nov  | Dic  | Inv      | Pri      | Est      | Aut      | Anno |
| ------------------- | ---- | ---- | ---- | ---- | ---- | ---- | ---- | ---- | ---- | ---- | ---- | ---- | -------- | -------- | -------- | -------- | ---- |
| T. max. media (°C)  | −1,1 | 0,1  | 6,3  | 12,7 | 18,2 | 21,4 | 22,0 | 22,2 | 18,0 | 12,6 | 5,8  | 1,3  | 0,1      | 12,4     | 21,9     | 12,1     | 11,6 |
| T. min. media (°C)  | −5,8 | −5,3 | −0,4 | 3,8  | 8,0  | 11,6 | 13,7 | 12,7 | 9,7  | 5,9  | 1,1  | −2,9 | −4,7     | 3,8      | 12,7     | 5,6      | 4,3  |
| Precipitazioni (mm) | 40   | 29   | 34   | 40   | 52   | 63   | 73   | 62   | 55   | 46   | 51   | 48   | 117      | 126      | 198      | 152      | 593  |

## Cultura

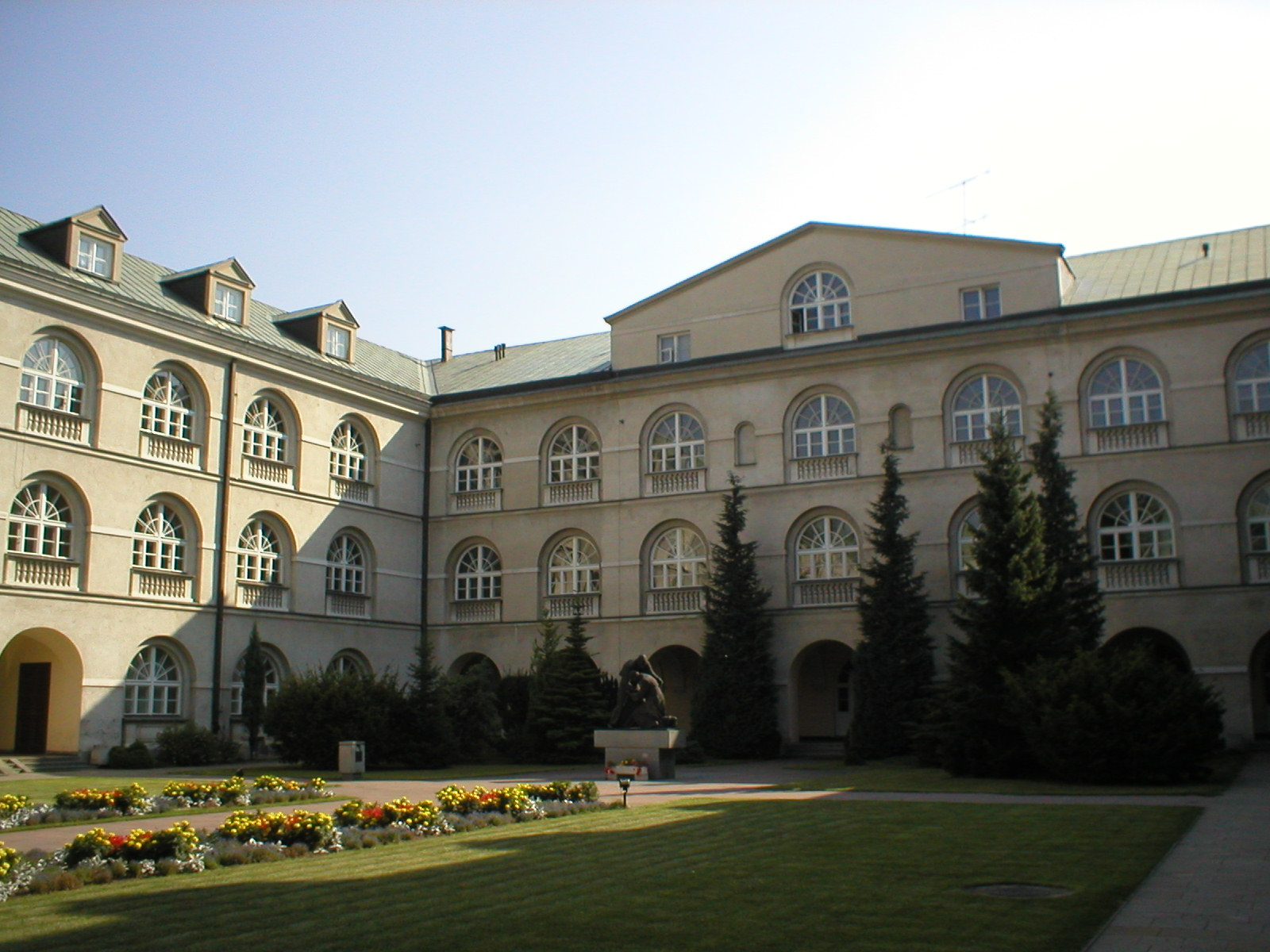
Università Cattolica Giovanni Paolo II

Lublino è il luogo di numerosi eventi culturali. Esempi sono: Notte della cultura, la fiera Jagiellonica, Esecutori di Carnevale, e molti altri, che classifica Lublino come uno dei maggiori centri culturali in Polonia. Tra il 28 luglio e il 4 agosto 2012 a Lublino si è svolta la 35ª European Juggling Convention, che attira nella città poco meno di 2000 giocolieri e artisti di strada. 
La città è inoltre sede delle seguenti istituzioni universitarie:
- Università Marie Curie-Skłodowska
- Politecnico di Lublino
- Università di Scienze Biologiche
- Università Cattolica Giovanni Paolo II
- Università Vincent Pol
- Università Medica di Lublino
- Lublin Business School

## Monumenti e luoghi d'interesse

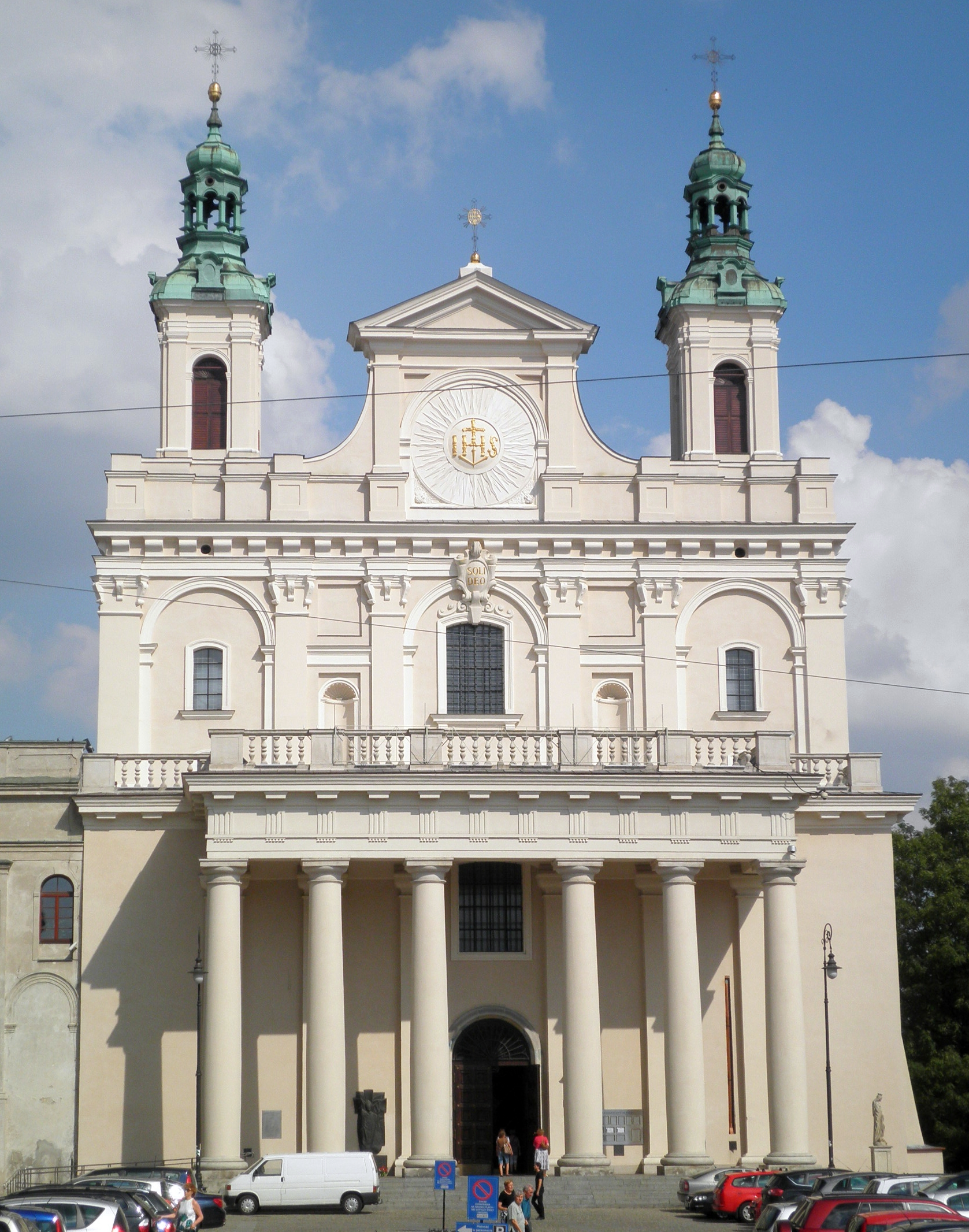
La Cattedrale di Lublino

La città conserva, come vestigia del passato, due splendide chiese gotiche, dedicate alla Santissima Trinità ed a santa Brigida e numerosi palazzi monumentali, tra cui il castello, visitabile all'interno.
Nelle vicinanze di Lublino, durante la seconda guerra mondiale, era attivo il campo di concentramento di Majdanek.

## Sport

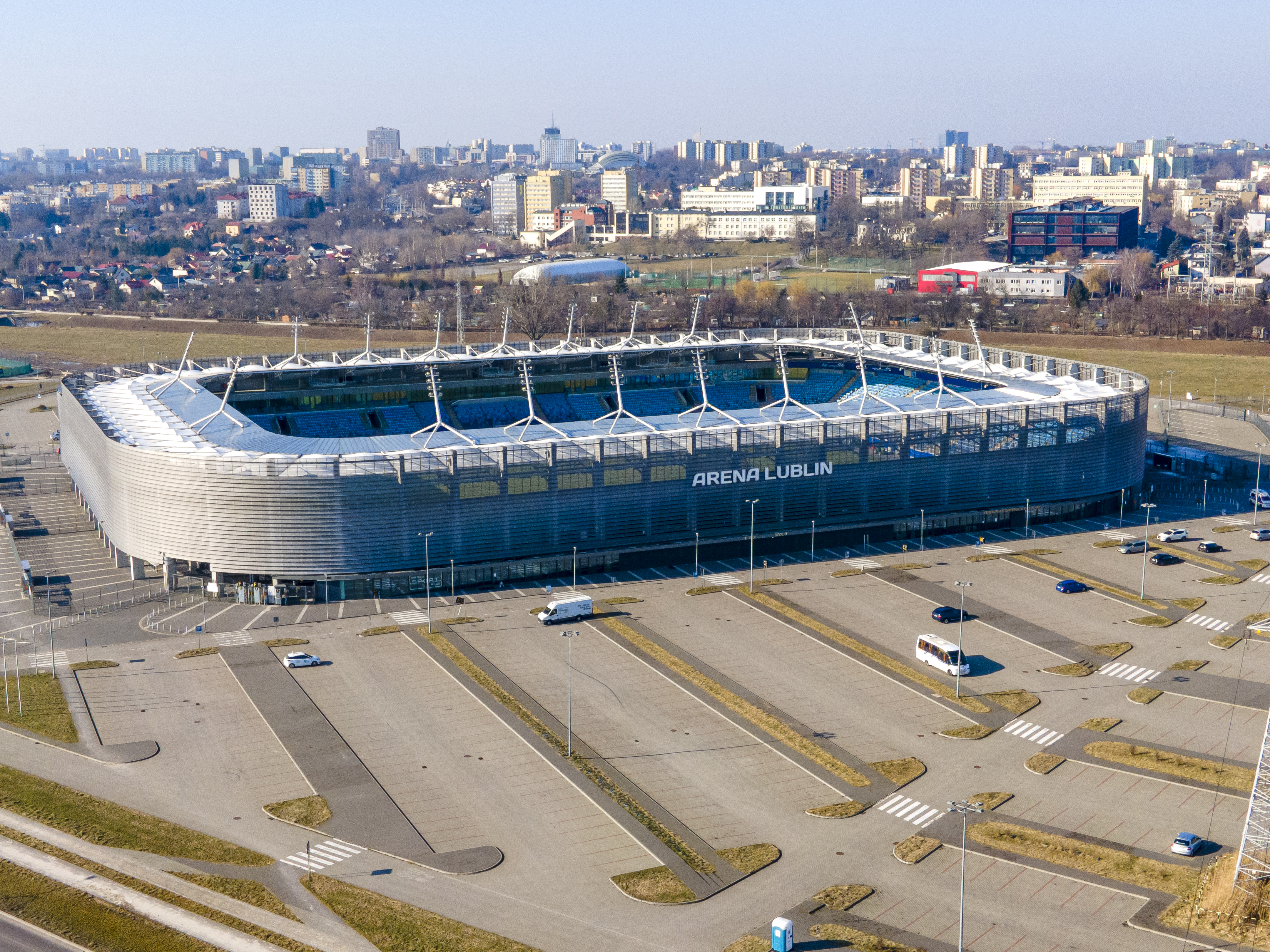
L'Arena Lublin

Le squadre di calcio della città sono il KS Lublinianka (il più antico club sportivo della città) e il Motor Lublin. Altri club sono la squadra di speedway denominata Speed Car Motor Lublin e il club di rugby denominato Budowlani Lublin.
Nel 2010 è stato aperto lo Stadio MOSiR Bystrzyca, usato principalmente per lo speedway. Nel 2014 è stata terminata la realizzazione del nuovo stadio di Lublino, l'Arena Lublin.
Nel 2025 la locale squadra di pallavolo maschile Lubelski Klub Przyjaciół Siatkówki vince la CEV Challenge Cup (pallavolo maschile).

## Amministrazione

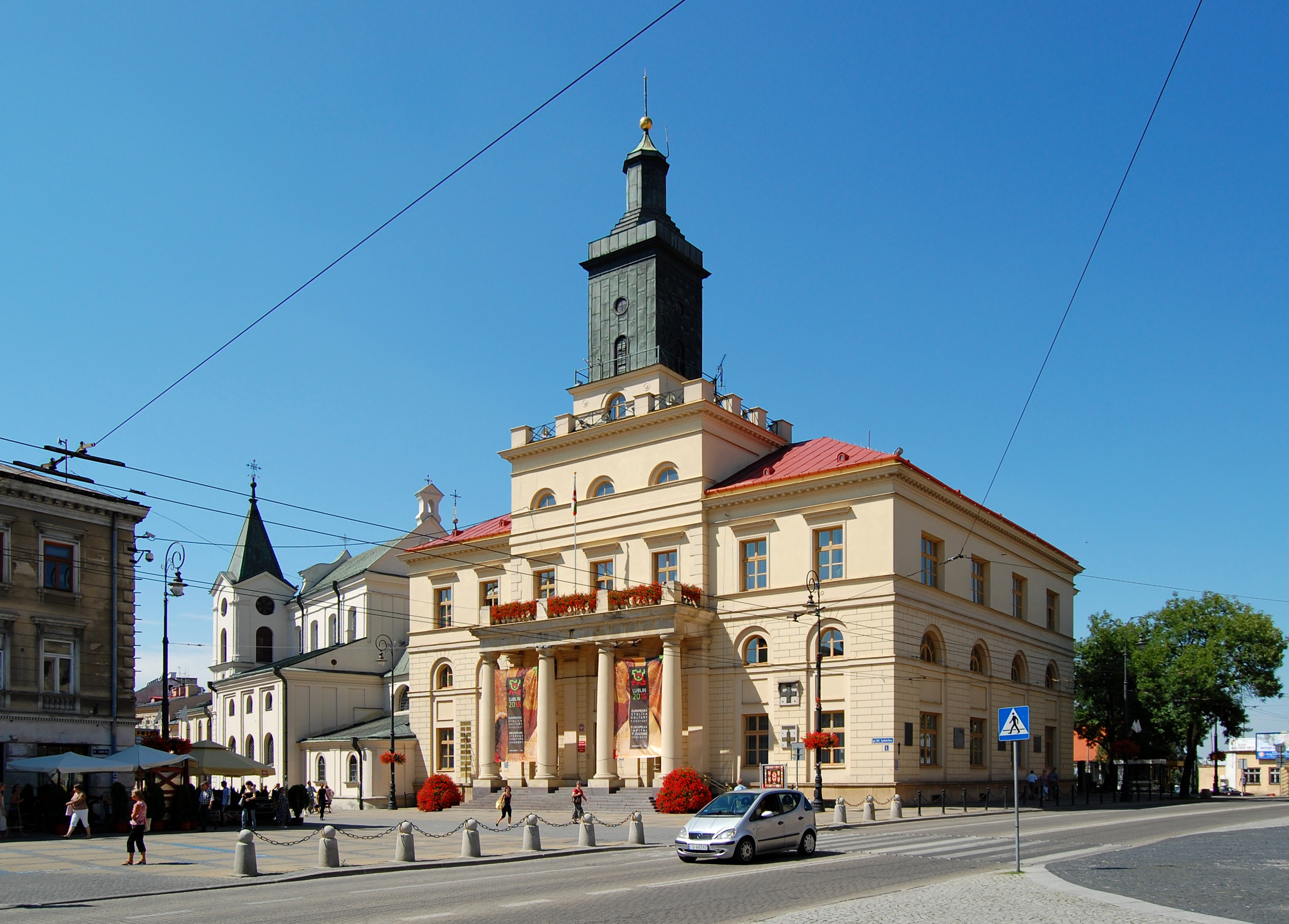
Municipio (Ratusz)

### Gemellaggi
- Alcalá de Henares, dal 2001[4]
- Brėst, dal 2009-22[5]
- Charkiv, dal 2022[4]
- Debrecen, dal 1995[4]
- Delmenhorst, dal 1992[4]
- Erie, dal 1998[4]
- Ivano-Frankivs'k, dal 2009[4]
- Jiaozuo, dal 2010[4]
- Kryvyj Rih, dal 2023[4]
- Lancaster, dal 1994[4]
- Leopoli, dal 2004[4]
- Luc'k, dal 1996[4]
- Luhans'k, dal 1996[4]
- Münster, dal 1991[4]
- Nancy, dal 1988[4]
- Nilüfer, dal 2014[4]
- Nykøbing Falster, dal 1992[4]
- Pernik, dal 2001[4]
- Panevėžys, dal 1999[4]
- Rishon LeZion, dal 1992[4]
- Rivne, dal 2013[4]
- Starobil's'k, dal 1996[4]
- Sumy, dal 2013[4]
- Tbilisi, dal 2014[4]
- Tilburg, dal 1996[4]
- Timișoara, dal 2016[4]
- Viseu, dal 1998[4]
- Windsor, dal 2000[4]

## Infrastrutture e trasporti
Ha una fitta rete di trasporti pubblici urbani, gestiti dalla MPK Lublin, con netta prevalenza di autobus; otto linee sono servite da filobus.
A dicembre 2012, è stato ultimato l'Aeroporto di Lublino-Świdnik; i primi voli sono diventati operativi a fine dicembre 2012.

## Galleria d'immagini

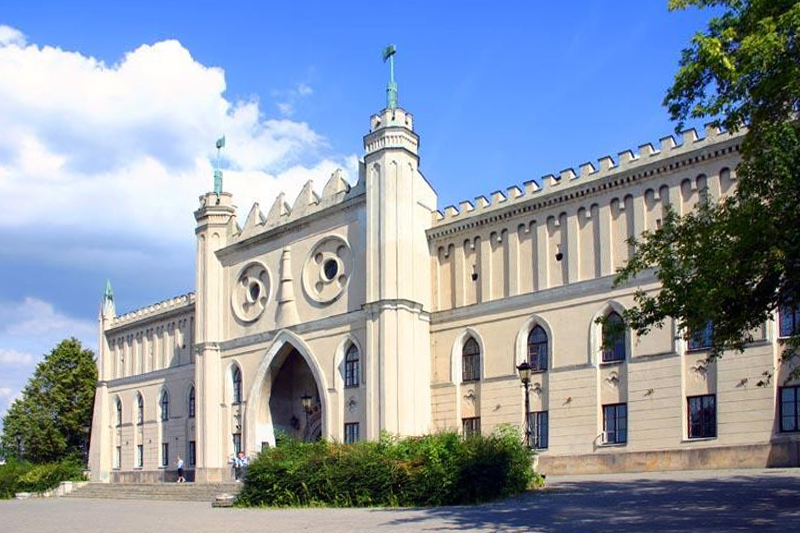
Il castello
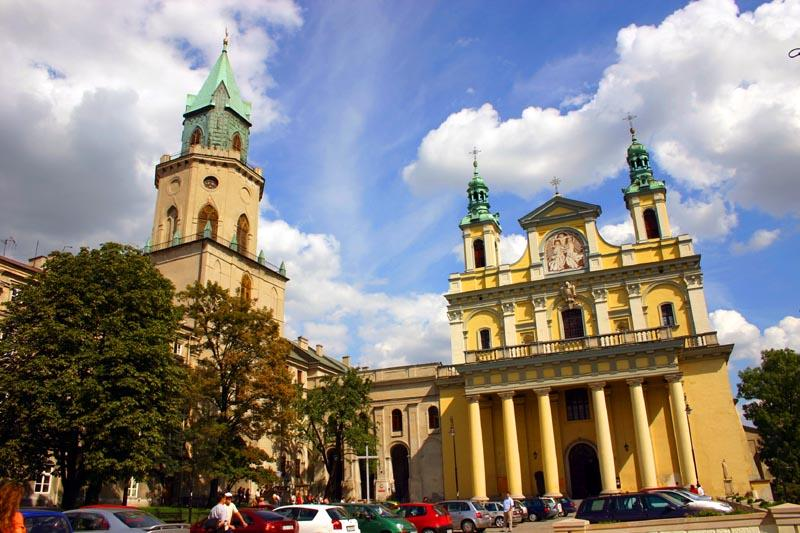
La Torre Trynitarska e la cattedrale di Lublino
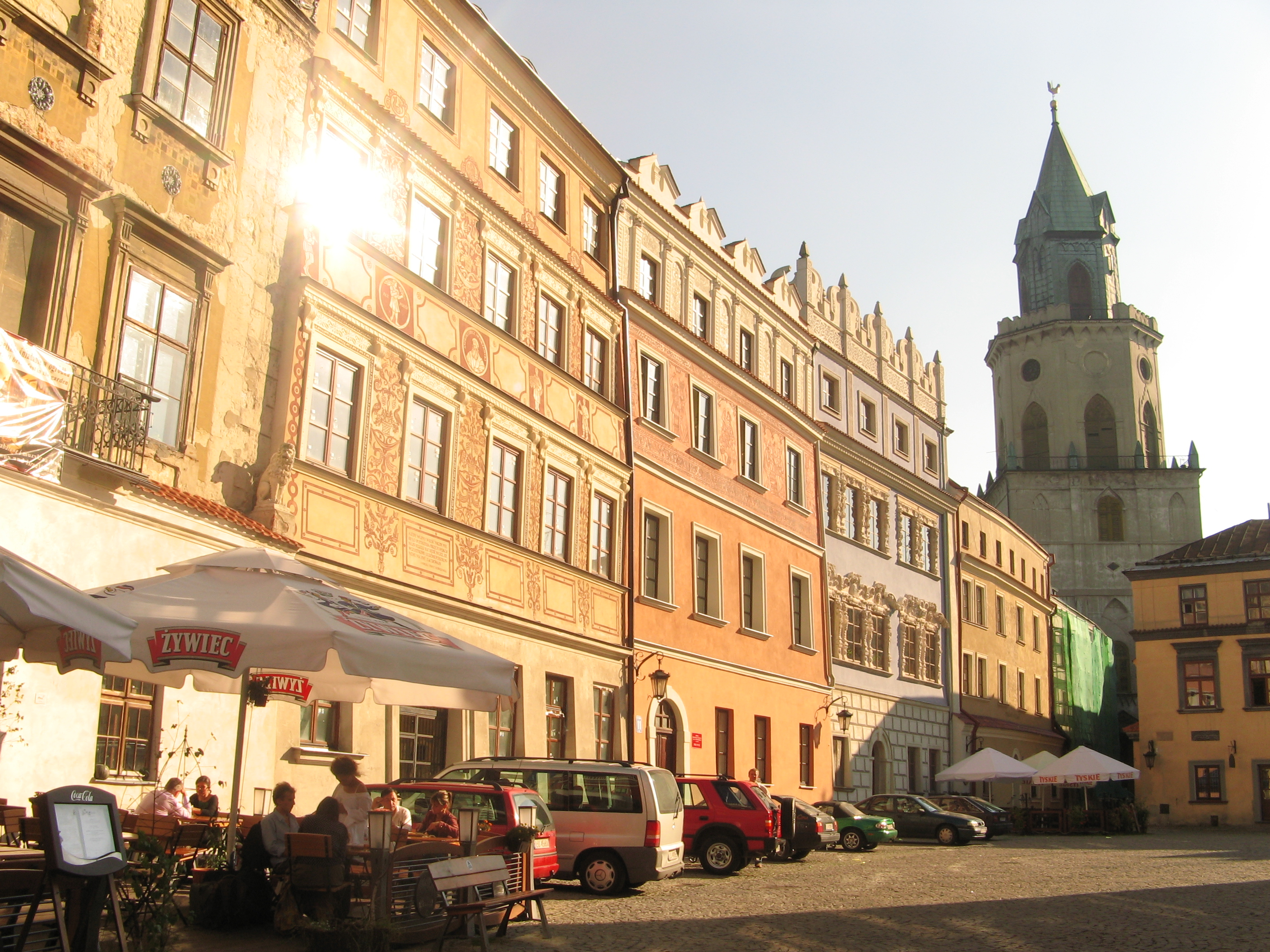
La piazza del Mercato
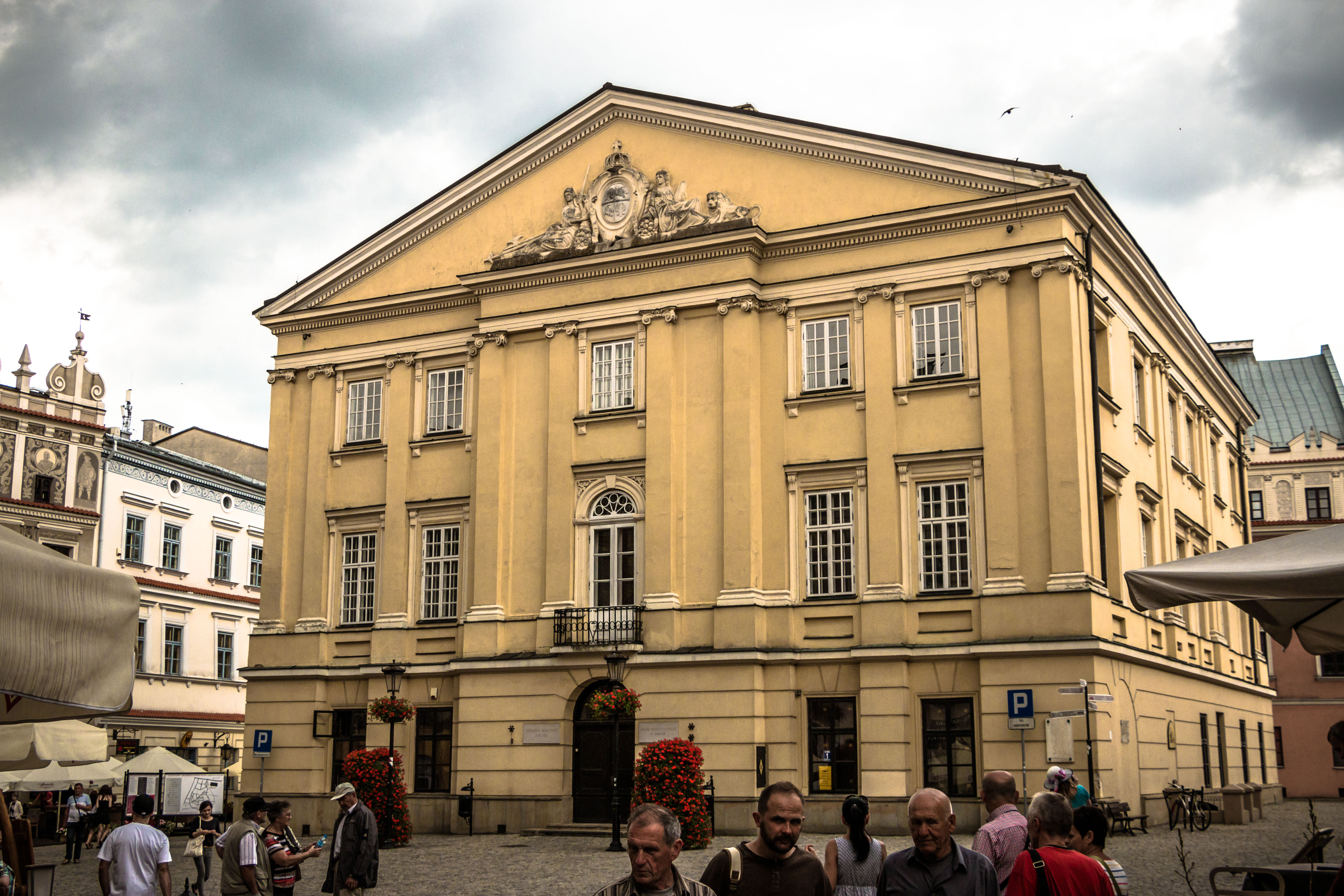
Il Tribunale della Corona